# 好きなら問わない
『好きなら問わない』（すきならとわない）は、日本のバンド・ゲスの極み乙女。の4枚目のスタジオ・アルバム。

## 背景
- 前作『達磨林檎』より約1年3ヶ月ぶりとなるフルアルバムであり、川谷自身がWMJ内に設立した自主レーベル『TACO RECORDS』第一弾アルバム[1]。
- 当初は全11曲収録の予定であったが、2018年6月22日に行われたワンマンライブ『ゲスの極み乙女。6th Anniversary live「乙女は変わる」』にて2曲追加収録され、全13曲に変更された事が発表された。またライブ終演後の22時より収録曲である『オンナは変わる』のPVが公開され、翌日には同曲の先行配信が開始された。
- 初回限定盤には2018年3月に東京・チームスマイル・豊洲PITで行われたMTVの公開収録ライブ『MTV Unplugged: Gesu no Kiwami Otome.』の模様が収められたDVDが付属する。また、iTunesプレオーダーで予約した場合、特典に昨年10月に行われた全国ワンマンツアー「ッアーーー！！！」より『戦ってしまうよ（会場：Zepp Osaka Bayside）』のライブ映像をダウンロードできる。
- 1曲目の『オンナは変わる』は、CDではPVで使用された先行配信版より間奏が長い音源で収録されている。

## 収録曲
| 全作詞・作曲: 川谷絵音。 |                                              |          |            |      |
| #                        | タイトル                                     | 作詞     | 作曲・編曲 | 時間 |
| 1.                       | 「オンナは変わる」                           | 川谷絵音 | 川谷絵音   | 4:30 |
| 2.                       | 「はしゃぎすぎた街の中で僕は一人遠回りした」 | 川谷絵音 | 川谷絵音   | 3:49 |
| 3.                       | 「イメージセンリャク」                       | 川谷絵音 | 川谷絵音   | 4:19 |
| 4.                       | 「もう切ないとは言わせない」                 | 川谷絵音 | 川谷絵音   | 4:35 |
| 5.                       | 「戦ってしまうよ」                           | 川谷絵音 | 川谷絵音   | 3:07 |
| 6.                       | 「sad but sweet」                            | 川谷絵音 | 川谷絵音   | 5:44 |
| 7.                       | 「僕は芸能人じゃない」                       | 川谷絵音 | 川谷絵音   | 2:10 |
| 8.                       | 「颯爽と走るトネガワ君」                     | 川谷絵音 | 川谷絵音   | 2:09 |
| 9.                       | 「ゲンゲ」                                   | 川谷絵音 | 川谷絵音   | 5:03 |
| 10.                      | 「私以外私じゃないの (Remix by PARKGOLF)」   | 川谷絵音 | 川谷絵音   | 4:16 |
| 11.                      | 「招かれないからよ」                         | 川谷絵音 | 川谷絵音   | 4:37 |
| 12.                      | 「ホワイトワルツ (adult ver.)」              | 川谷絵音 | 川谷絵音   | 2:48 |
| 13.                      | 「アオミ」                                   | 川谷絵音 | 川谷絵音   | 5:17 |
| 合計時間:                | 合計時間:                                    | 52:18    |            |      |

| #   | タイトル                 | 作詞 | 作曲・編曲 |
| --- | ------------------------ | ---- | ---------- |
| 1.  | 「ユレルカレル」         |      |            |
| 2.  | 「ルミリー」             |      |            |
| 3.  | 「ロマンスがありあまる」 |      |            |
| 4.  | 「息をするために」       |      |            |
| 5.  | 「影ソング」             |      |            |
| 6.  | 「ホワイトワルツ」       |      |            |
| 7.  | 「某東京」               |      |            |
| 8.  | 「ラスカ」               |      |            |
| 9.  | 「オトナチック」         |      |            |
| 10. | 「心地艶やかに」         |      |            |
| 11. | 「ハツミ」               |      |            |
| 12. | 「スレッドダンス」       |      |            |
| 13. | 「キラーボール」         |      |            |
| 14. | 「id1」                  |      |            |
| 15. | 「bye-bye 999」          |      |            |

## 参加メンバー
| CD - 川谷絵音：ボーカル/ギター(#1,#3,#4,#7,#8,#11)/プログラミング - 休日課長：ベース(#12以外)/コーラス/ウッド・ベース(#12) - ちゃんMARI：キーボード/コーラス - ほな・いこか：ドラムス/コーラス/ボーカル(♯1,#5,#12) ゲスト - 色：コーラス(#4) - 押鐘貴之：1st ヴァイオリン(#4) - 藤堂昌彦：1st ヴァイオリン(#2,#6,#13) - 徳永友美：2nd ヴァイオリン(#2,#4,#6,#13) - 志賀恵子：ヴィオラ(#4) - 生野正樹：ヴィオラ(#2,#6,#13) - 徳澤青弦：チェロ(#2,#4,#6,#13) - 織田祐亮：トランペット(#2,#8) - 永田こーせー：サックス(#2,#8,#12) - 前田大輔：トロンボーン(#2,#8) | サポート - 佐々木みお：コーラス：(#1,#2,#3,#6,#7,#9,#10,#12,#13) - えつこ（服部恵津子）：コーラス：(#1,#2,#4,#6,#7,#8,#9,#11,#12,#13) DVD - 川谷絵音：ボーカル/アコースティック・ギター(#8,#9,#10,#15) - 休日課長：ベース(#3,#4,#8,#9,#10,#11,#12,#15)/ウッド・ベース(#1,#2,#5,#6,#7,#13)/アコースティック・ギター(#14)/コーラス - ちゃんMARI：ピアノ(#1,#2,#4,#7,#8,#9,#10,#12,#13,#15)/エレクリック・ピアノ(#3,#11)/ピアニカ(#5,#10)/ボーカル(#6)/コーラス - ほな・いこか：ドラムス(#4,#6,#14以外)/ボーカル(#1,#4,#6)/コーラス ゲスト - 景山奏：アコースティック・ギター(#5,#8,#9,#10,#14) - 牛山玲名：1st ヴァイオリン(#8,#12,#13,#15) - 田島華乃：2nd ヴァイオリン(#8,#12,#13,#15) - 舘泉礼一：ヴィオラ(#8,#12,#13,#15) - 関口将史：チェロ(#8,#12,#13,#15) - 真砂陽地：トランペット(#6,#10,#13) - 武嶋聡：サックス(#6,#10,#13) - 馬場桜佑：トロンボーン(#6),#10,#13) |

サポート
- えつこ（服部恵津子）：コーラス/ピアノ(#5)/ヴィブラフォン(#1,#8)
- 佐々木みお：コーラス

## タイアップ
| 曲名                 | タイアップ                                                           |
| -------------------- | -------------------------------------------------------------------- |
| 戦ってしまうよ       | スマートフォン向けゲームアプリ『クラッシュ・ロワイヤル』CMソング     |
| 颯爽と走るトネガワ君 | 日本テレビ『AnichU』枠アニメ『中間管理録トネガワ』オープニングテーマ |